# Sean Astin
Sean Astin (født 25. februar 1971) er en amerikansk skuespiller, filminstruktør og Oscar-nomineret producer. Han er mest kendt for rollerne som ;Mikey Walsh i The Goonies, titelkarakteren i Rudy, Samvis Gammegod i Ringenes herre-filmtrilogien og Lynn McGill i femte sæson af tv-serien 24 Timer.
Astin blev født Sean Patrick Duke i Santa Monica i Californien. Hans mor var skuespilleren Patty Duke. Han opdagede i 1994 at hans biologiske far var Michael Tell, en skribent som skrev og publicerede artikler i den jødiske avis The Las Vegas Israelite. Ægteskabet mellem Patty Duke og Michael Tell blev annulleret kort tid før hendes giftemål med John Astin (spiller Gomez i tv-serien Familien Addams). Hans datter Alexandra Astin har også haft skuespilleroller i film.
Sean Astin er den ældre halv-bror til Mackenzie Astin som også er skuespiller.